# Saint-Marin aux Jeux olympiques d'hiver de 2022
Saint-Marin participe aux Jeux olympiques de 2022 à Pékin en Chine du 4 au 20 février 2022. Il s'agit de sa 11e participation à des Jeux d'hiver.

## Participation
La sélection saint-marinaise pour les Jeux olympiques d'hiver de 2022 est annoncée le 17 janvier 2022. Elle se compose de deux sportifs. Les athlètes de l'équipe de Saint-Marin participent aux épreuves suivantes : 
| Sport     | Hommes | Femmes | Total |
| --------- | ------ | ------ | ----- |
| Ski alpin | 1      | 1      | 2     |
| Total     | 1      | 1      | 2     |

## Préparation et vie au village olympique
La délégation de Saint-Marin se compose de deux sportifs, Matteo Gatti et Anna Torsani, et est dirigée par Gian Luca Gatti, le chef de mission. Nicole Valcareggi est présent en tant que technicienne et Giacomo Dolcini en tant que référent Covid. Quelques jours avant les Jeux olympiques, la délégation est reçue par les deux capitaines-régents de Saint-Marin, Francesco Mussoni et Giacomo Simoncini. Les capitaines-régents remettent à cette occasion un drapeau saint-marinais à la délégation.

## Cérémonies d'ouverture et de clôture
Saint-Marin est la 28e délégation, après le Canada et avant le Kirghizistan, à entrer dans le stade national de Pékin au cours du défilé des nations durant la cérémonie d'ouverture. Pour la première fois aux Jeux olympiques d'hiver, le Comité international olympique autorise que les différentes délégations présentent deux porte-drapeau, une femme et un homme, pour la cérémonie d'ouverture. Le Comité national olympique saint-marinais choisit ses deux sportifs engagés, Matteo Gatti et Anna Torsani.
Les délégations défilent mélangées lors de la cérémonie de clôture à la suite du passage de l'ensemble des porte-drapeaux des nations participantes. Le drapeau de Saint-Marin est porté à nouveau par Matteo Gatti, cette fois seul.

## Athlètes et résultats

### Ski alpin
Le système de qualification du ski alpin est établi par la Fédération internationale de ski (FIS) entre le 1er juillet 2019 et le 16 janvier 2022. Pour se qualifier, une nation doit avoir au moins un athlète répondant aux critères d'éligibilité de base en matière d'âge, d'aptitude médicale et de points pour figurer dans le classement établi par la FIS. Une fois les quotas olympiques attribués, les comités olympiques nationaux les répartissent parmi leurs athlètes éligibles. Saint-Marin dispose de deux quotas pour les épreuves de ski alpin, un pour les hommes et un pour les femmes. Chez les femmes, Anna Torsani réussit à se qualifier pour ces Jeux olympiques pour disputer le slalom géant et le slalom. Chez les hommes, Matteo Gatti se qualifie également sur ces deux disciplines. Alberto Tamagnini est également éligible au slalom mais Saint-Marin ne disposant que d'un quota, il est attribué à Gatti,.
| Athlète      | Épreuve      | 1re manche    | 1re manche | 2e manche    | 2e manche   | Total         | Total       |
| Athlète      | Épreuve      | Temps         | Rang       | Temps        | Rang        | Temps         | Rang        |
| ------------ | ------------ | ------------- | ---------- | ------------ | ----------- | ------------- | ----------- |
| Matteo Gatti | Slalom       | 1 min 8 s 52  | 49e        | 1 min 3 s 41 | 44e         | 2 min 11 s 93 | 43e         |
| Matteo Gatti | Slalom géant | 1 min 20 s 49 | 49e        | Disqualifié  | Disqualifié | Disqualifié   | Disqualifié |

| Athlète      | Épreuve      | 1re manche    | 1re manche | 2e manche     | 2e manche | Finale        | Finale   |
| Athlète      | Épreuve      | Temps         | Rang       | Temps         | Rang      | Temps         | Rang     |
| ------------ | ------------ | ------------- | ---------- | ------------- | --------- | ------------- | -------- |
| Anna Torsani | Slalom       | Abandon       | Abandon    | Éliminée      | Éliminée  | Éliminée      | Éliminée |
| Anna Torsani | Slalom géant | 1 min 13 s 89 | 58e        | 1 min 15 s 37 | 48e       | 2 min 29 s 26 | 47e      |